# Злоєць
Злоєць, або Золотець (пол. Złojec) — село в Польщі, у гміні Неліш Замойського повіту Люблінського воєводства. Населення — 707 осіб (2011).

## Історія
1564 року вперше згадується православна церква в селі.
За даними етнографічної експедиції 1869—1870 років під керівництвом Павла Чубинського, у селі переважно проживали римо-католики, проте населення здебільшого розмовляло українською мовою.
До Першої світової війни в селі проживало 60 українських та 47 польських родин. Під час війни більшість українських родин виїхало у внутрішні райони Російської імперії, залишилося 13 українських родин та поляки.
У міжвоєнні 1918—1939 роки польська влада в рамках великої акції руйнування українських храмів на Холмщині і Підляшші знищила місцеву православну церкву.
За німецької окупації у селі діяла українська школа.
У 1975—1998 роках село належало до Замойського воєводства.

## Населення
Демографічна структура станом на 31 березня 2011 року:
|          | Загалом | Допрацездатний вік | Працездатний вік | Постпрацездатний вік |
| -------- | ------- | ------------------ | ---------------- | -------------------- |
| Чоловіки | 358     | 70                 | 243              | 45                   |
| Жінки    | 349     | 59                 | 189              | 101                  |
| Разом    | 707     | 129                | 432              | 146                  |

## Особистості

### Народилися
- Іван Чернецький (1935—2020) — український письменник[7].